# Karpadammen, Blekinge
Karpadammen är en sjö i Olofströms kommun i Blekinge och ingår i Skräbeåns huvudavrinningsområde.